# Alajõe
Alajõe (do roku 1923 rusky Олешница, Olešnica) je vesnice v estonském kraji Ida-Virumaa, samosprávně patřící do obce Alutaguse. Obyvatelstvo je převážně rusky mluvící.
První písemná zmínka o vsi pochází z roku 1583.

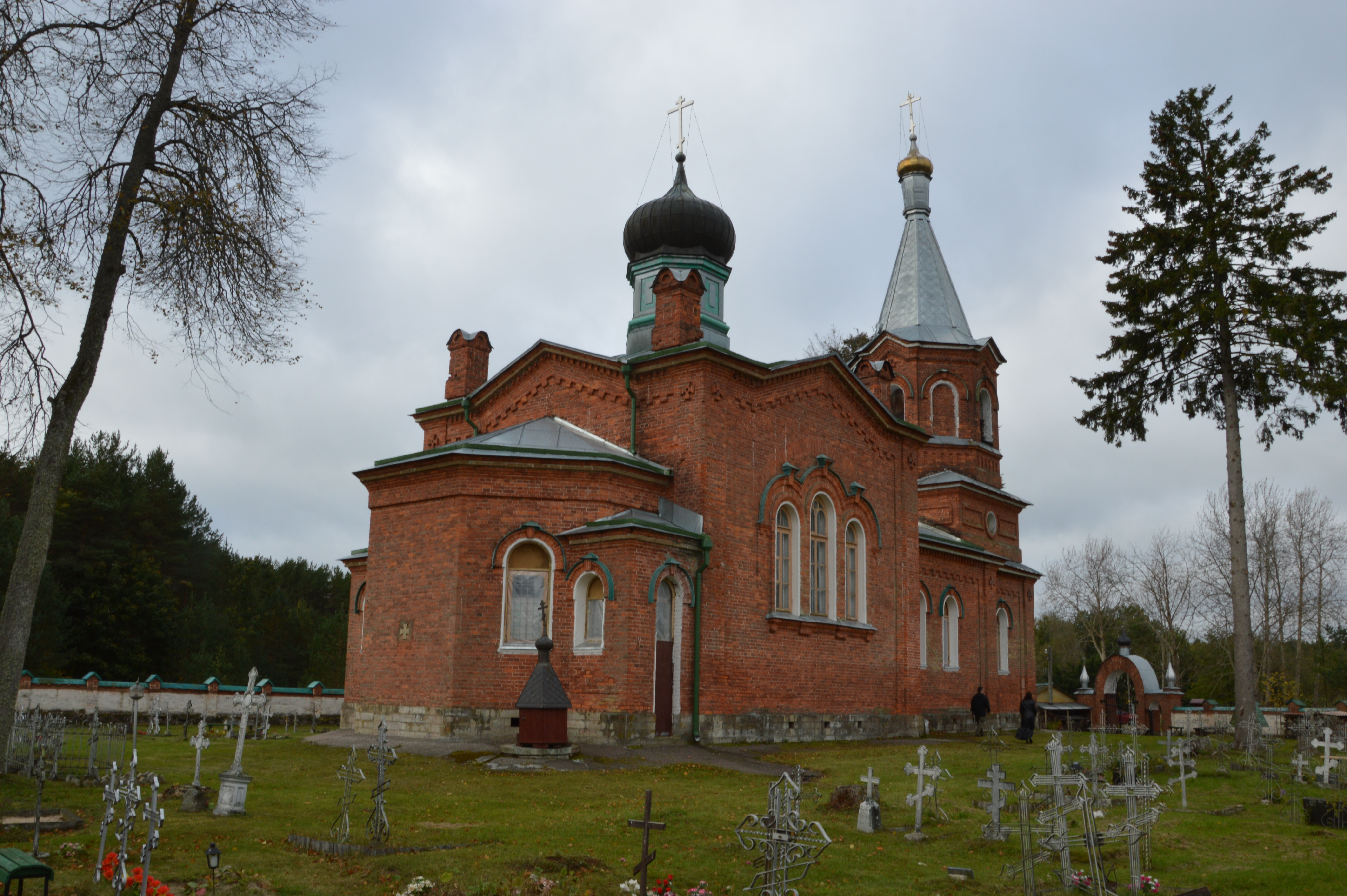
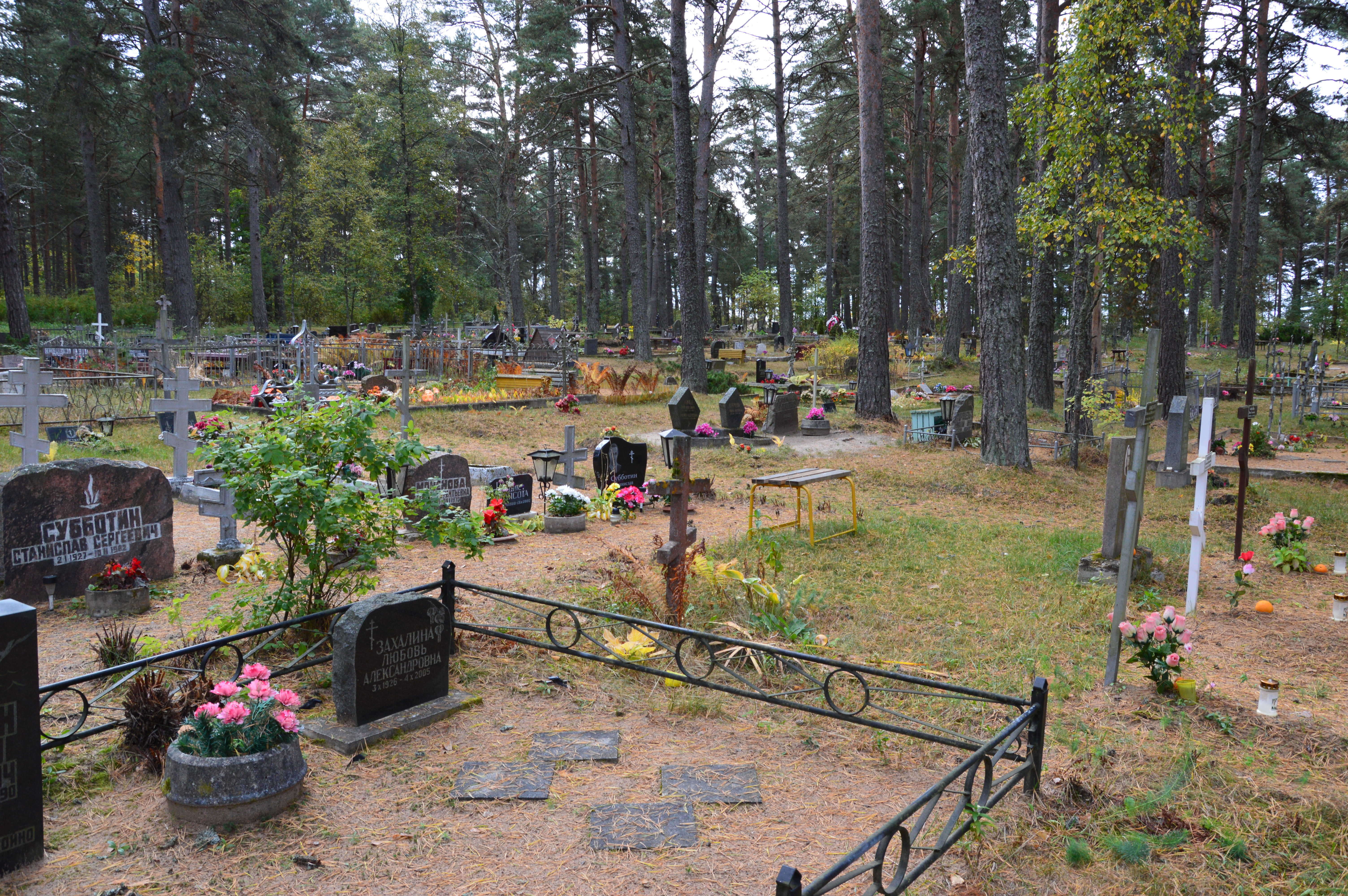
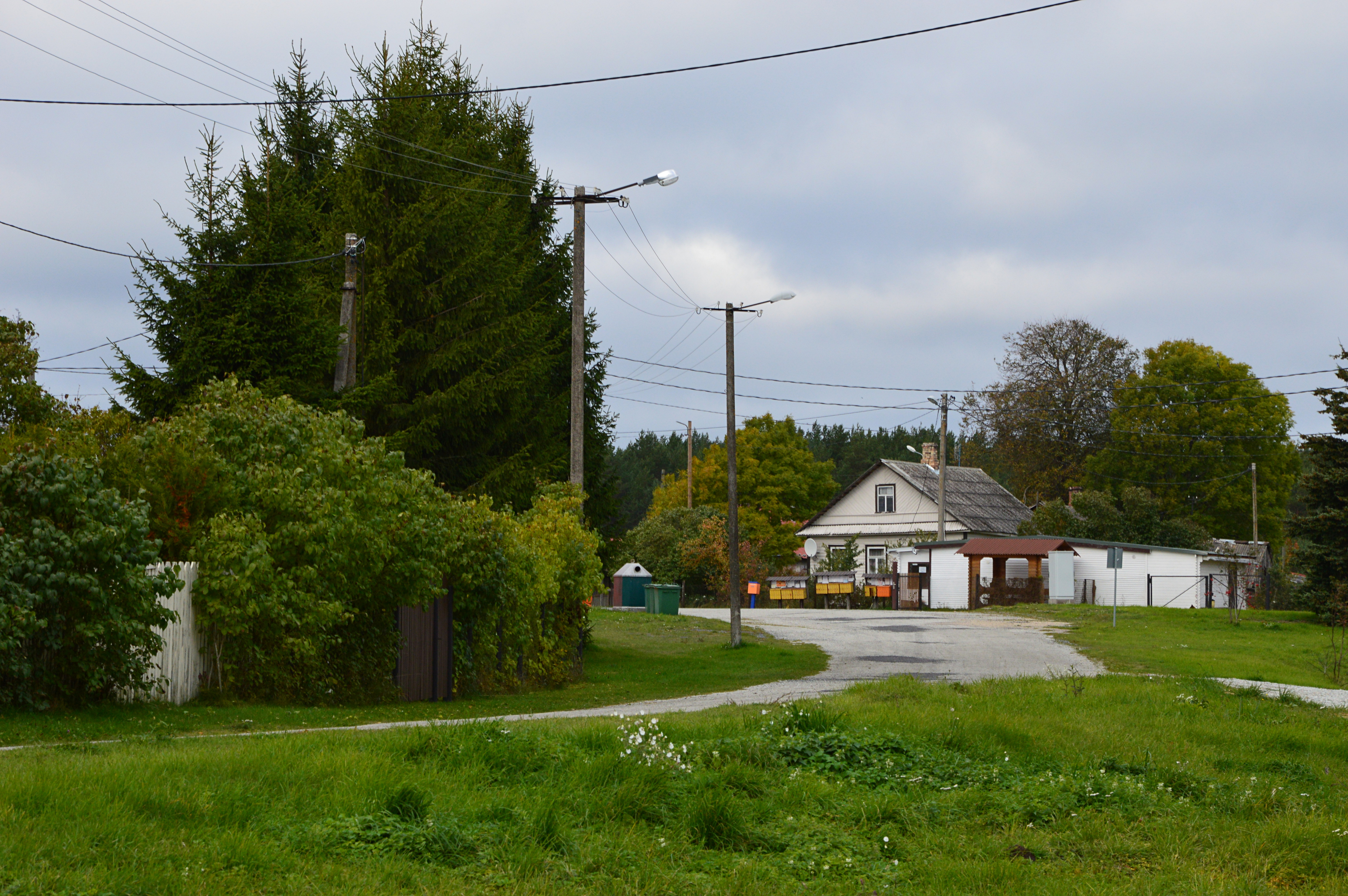
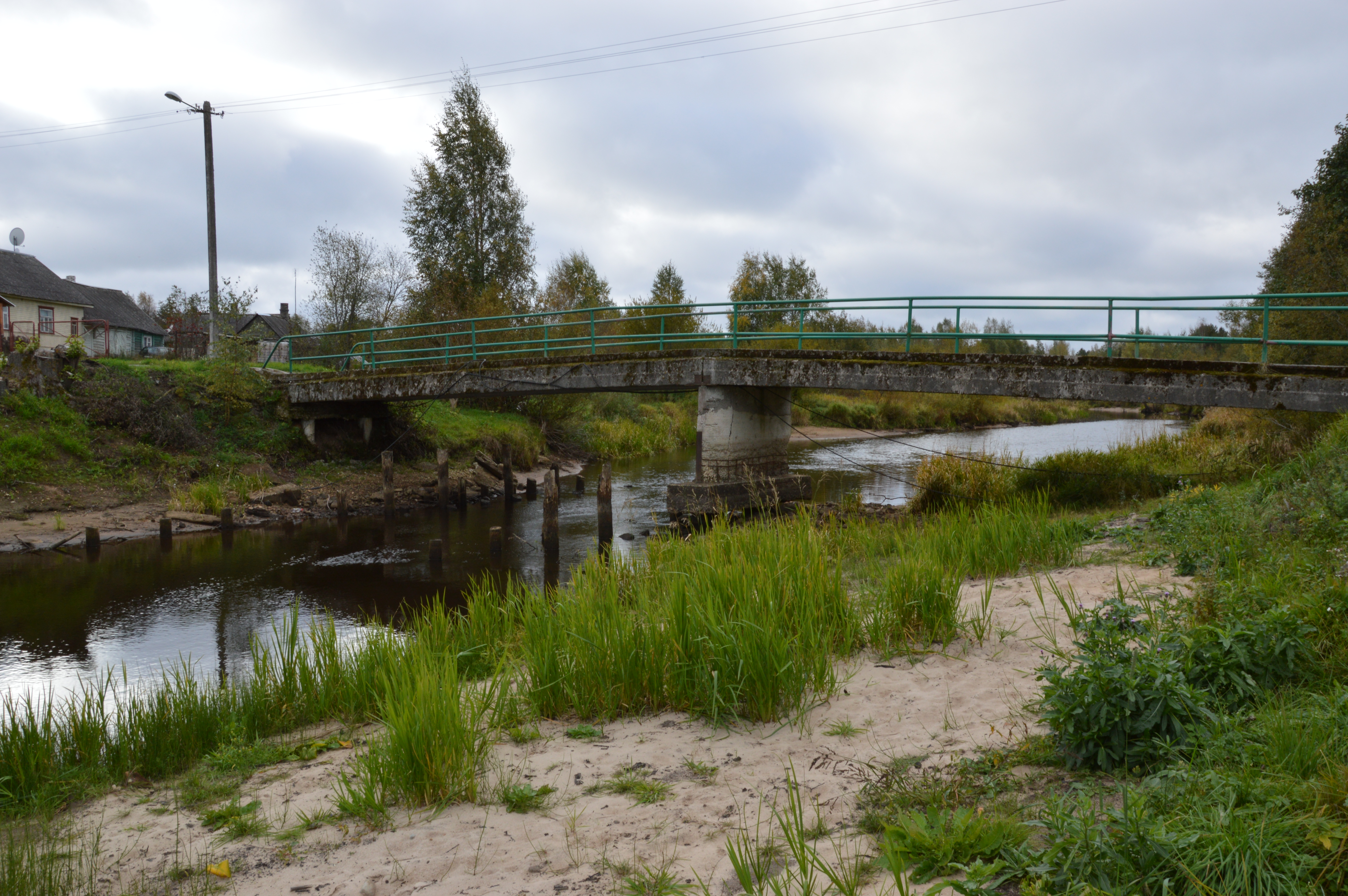

## Poloha
Vesnice se rozkládá na obou březích 29 km dlouhé říčky Alajõgi u jejího ústí do Čudsko-pskovského jezera.